# Lytham Trophy
De Lytham Trophy is een internationaal golftoernooi voor heren amateurs. Het wordt jaarlijks gespeeld op de Royal Lytham & St Annes Golf Club.
De eerste editie was in 1965.
Deelnemers moeten een handicap hebben van scratch (0,4 of beter). Het toernooirecord staat op naam van James Heath met een scoren van 266. Hij won met acht slagen voorsprong. Het oude record over vier rondes op Royal Lytham stond op naam van Tom Lehman, toen er het Brits Open  in 1996 won.
De eerste twee rondes zijn op vrijdag en zaterdag. Daarna is er een cut, waarna de 40 beste spelers en ties op zondag 36 holes spelen. De winnaar van het toernooi krijgt een zilveren replica van de Lytham Trophy.
In 2012 werd de Trophy gewonnen door Daan Huizing, hij was de enige speler die onder par eindigde.

## Winnaars
- 1965:  Michael Bonallack en  Clive Clark met 295 (tie)
- 1966:  Peter Townsend met 290
- 1967:  Rodney Foster met 296
- 1968:  Rodney Foster met 286
- 1969:  Thomas Craddock, met 290
- 1970:  Geoffrey Marks,  Geoff Birtwell,  Jim Farmer en  Charlie Green met 296 (tie)
- 1971:  Warren Humphreys met 292
- 1972:  Michael Bonallack 281
- 1973:  Geoff Birtwell en  Michael King met 292 (tie)
- 1974:  Charlie Green met 291
- 1975:  George MacGregor met 299
- 1976:  Michael Kelley met 292
- 1977:  Peter Deeble met 296
- 1978:  Brian Marchbank met 288
- 1979:  Peter McEvoy met 279, het toernooi werd ingekort tot 68 holes
- 1980:  Ian Hutcheon met 293
- 1981:  Roger Chapman met 221, het toernooi was maar 54 holes
- 1982:  Martin Sludds met 306
- 1983:  Stephen McAllister met 299
- 1984:  John Hawksworth met 289
- 1985:  Michael Walls met 291
- 1986:  Steve McKenna met 297
- 1987:  David Wood met 293
- 1988:  Paul Broadhurst met 291
- 1989:  Neil Williamson met 286
- 1990:  Gary Evans met 291
- 1991:  Gary Evans met 284
- 1992:  Stuart Cage met 294
- 1993:  Tony McLure met 292
- 1994:  Warren Bennett met 285
- 1995:  Stephen Gallacher met 281
- 1996:  Matt Carver met 284
- 1997:  Graham Rankin met 279
- 1998:  Lorne Kelly met 288
- 1999:  Tino Schuster met 283
- 2000:  David Dixon met 285
- 2001:  Richard McEvoy met 276
- 2002:  Lee Corfield met 283
- 2003:  Stuart Wilson met 283
- 2004:  James Heath met 266
- 2005:  Gary Lockerbie met 276
- 2006:  Jamie Moul met 279
- 2007:  Lloyd Saltman met 279
- 2008:  Matthew Haines met 284
- 2009:  James Robinson met 287
- 2010:  Paul Cutler
- 2011:  Jack Senior
- 2012:  Daan Huizing met 273
- 2013:  Albert Eckhart met 287
- 2014:  Thriston Lawrence met 281
- 2015:  Marcus Kinhult met 280